# Gonzalo Pérez Llona
Gonzalo Pérez Llona (Maipú, Santiago, 13 de enero de 1924-id. 11 de junio de 1992) fue un agricultor y político chileno, regidor y alcalde de Maipú y fundador de la Federación del Rodeo Chileno y de Criadores de Caballos Chilenos.

## Biografía
Hijo de una distinguida familia maipucina, hizo sus estudios primarios y secundarios en el Liceo Alemán y posteriormente en el Colegio San Ignacio. Tras terminar su etapa escolar, se dedica a la agricultura como administrador del Fundo Chena, propiedad de su familia. A los 23 años es elegido por primera vez como regidor de su comuna representando al Partido Conservador (al que pertenecería hasta su disolución en 1966) y en 1953 obtiene por primera vez la alcaldía, cargo que abandonaría para volver a ser regidor hasta 1973. Paralelamente, participa de la fundación de la Federación de Criadores de Caballos Chilenos en 1946, institución que presidiría entre 1968 y 1973. A su vez, fue dirigente de la Federación de Rodeo Chileno, consiguiendo que el Campeonato Nacional de la disciplina se disputará en dos ocasiones en su comuna (1961 y 1962).
En agosto de 1975 es designado por la Junta Militar como Alcalde de Maipú, cargo que desempeñó durante 11 años, periodo en el que se destacó por la realización de diversas obras públicas, como el Parque del Cerro Primo de Rivera o el Estadio Santiago Bueras. Corresponde además al periodo en que la comuna termina su tránsito de localidad rural a ser una comuna completamente integrada al conurbano de Santiago; también bajo su gestión (1979) se aprueba el que es, hasta la fecha, el escudo de armas de la comuna. Al mismo tiempo, a fines de la década de 1970 y principios de la de 1980 ocupó la presidencia de la Federación de Rodeo Chileno. Le correspondió además iniciar los preparativos para la visita de SS. Juan Pablo II a la comuna (que se llevó finalmente a cabo después del término de su periodo como alcalde, en 1987) y debió acometer las labores de reconstrucción en Maipú tras los devastadores efectos del terremoto de marzo de 1985. Tras ser el alcalde más antiguo en ejercicio en Chile, se vio obligado a renunciar por motivos de salud a su cargo a mediados de 1986, pasando a dedicarse a actividades privadas, aun sin dejar del todo su rol de hombre público, formando parte de la Comisión del Voto Nacional O'Higgins hasta su fallecimiento, acaecido el 11 de junio de 1992. 
Estaba casado con Eliana Adriazola y tuvo 5 hijos 

## Historial electoral

### Elecciones municipales de 1956
(Fuente: El Diario Ilustrado, 3 de abril de 1956. Solo se incluyen los candidatos electos como regidores)
| Candidato                      | Partido | Votos | Resultado      |
| ------------------------------ | ------- | ----- | -------------- |
| José Luis Infante Larraín      | PCU     | 401   | Alcalde 2 años |
| Hernán Bravo Cruz              | PSP     | 314   | Regidor        |
| Luis Valentín Ferrada Urzúa    | PCU     | 278   | Regidor        |
| Juan Bautista Monsalve Sánchez | FN      | 327   | Regidor        |
| Gonzalo Pérez Llona            | PCU     | 399   | Alcalde 2 años |

### Elecciones municipales de 1960
(Fuente: El Diario Ilustrado, 5 de abril de 1960. Solo se incluyen los candidatos electos como regidores)
| Candidato                   | Partido | Votos | Resultado |
| --------------------------- | ------- | ----- | --------- |
| José Luis Infante Larraín   | PCU     | 2785  | Alcalde   |
| Alberto Bravo Cruz          | PS      | 941   | Regidor   |
| Luis Valentín Ferrada Urzúa | PDC     | 856   | Regidor   |
| Roberto Durán Valenzuela    | PCU     | 387   | Regidor   |
| Gonzalo Pérez Llona         | PCU     | 810   | Regidor   |

### Elecciones municipales de 1963
(Fuente: El Diario Ilustrado, 9 de abril de 1963. Solo se incluyen los candidatos electos como regidores)
| Candidato                    | Partido | Votos | Resultado |
| ---------------------------- | ------- | ----- | --------- |
| José Luis Infante Larraín    | PCU     | 3860  | Alcalde   |
| Luis Valentín Ferrada Urzúa  | PDC     | 1512  | Regidor   |
| Roberto Durán Valenzuela     | PCU     | 586   | Regidor   |
| Gregorio Bravo Ponce de León | PCCh    | 1491  | Regidor   |
| Gonzalo Pérez Llona          | PCU     | 1169  | Regidor   |

### Elecciones municipales de 1967
(Fuente, El Mercurio, 4 de abril de 1967. Solo se incluyen los candidatos electos como regidores)
| Candidato                   | Partido | Votos | Resultado |
| --------------------------- | ------- | ----- | --------- |
| José Luis Infante Larraín   | PN      | 3804  | Regidor   |
| Gumercindo Neira Campos     | PDC     | 1057  | Regidor   |
| Luis Valentín Ferrada Urzúa | PDC     | 2360  | Alcalde   |
| Julio González Villegas     | PCCh    | 1091  | Regidor   |
| Gonzalo Pérez Llona         | PN      | 1830  | Regidor   |

### Elecciones municipales de 1971
(Fuente, La Nación, 6 de abril de 1971. Solo se incluyen los candidatos electos como regidores)
| Candidato                 | Partido | Votos | Resultado |
| ------------------------- | ------- | ----- | --------- |
| José Luis Infante Larraín | PN      | 6130  | Regidor   |
| Leopoldo Osorio Cornejo   | PS      | 5800  | Regidor   |
| Mario Ortiz Quiroga       | PDC     | 1895  | Alcalde   |
| Luis Rocha Pardo          | PCCh    | 1847  | Regidor   |
| Gonzalo Pérez Llona       | PN      | 1281  | Regidor   |